# Das hab’ ich in Paris gelernt
Das hab’ ich in Paris gelernt ist ein deutsches Verwechslungs- und Schlagerlustspiel aus dem Jahre 1960 von Thomas Engel mit Chris Howland und Christa Williams in den Hauptrollen.

## Handlung
Der viel beschäftigte Psychoanalytiker Fred Miller ist angesichts der zahlreichen Fälle, die bei ihm auf der Couch landen, ziemlich ausgelaugt. Als ihn eines Tages eine Kollegin aus dem medizinischen Bereich, die Ärztin Dr. Brigitte Freyer, als Patientin konsultiert, muss diese nach kurzer Zeit feststellen, dass der liebenswürdige junge Mann einer Behandlung sehr viel nötiger bedarf als sie selbst. Doch bei wem soll er sich in eine Therapie begeben? Offensichtlich plagen Fred, wie Brigitte bald herausfindet, mehrere unverarbeitete und bisweilen traumatische Erlebnisse, die bis in die Kindheit zurückreichen. Bald entwickelt sich zwischen den Fast-Kollegen ein freundschaftliches Vertrauensverhältnis, und es stellt sich schließlich die Frage, wer hier wen therapiert. Schritt für Schritt beginnt man sich gegenseitig zu heilen …

## Produktionsnotizen
Das hab’ ich in Paris gelernt entstand zum Jahresbeginn 1960 und wurde am 16. April 1960 uraufgeführt.
Produzent Willy Zeyn übernahm auch die Herstellungsleitung, Erwin Gitt die Produktionsleitung. Hans Jürgen Kiebach und Ernst Schomer gestalteten die Filmbauten, Irms Pauli die Kostüme.

## Wissenswertes
Dieser Filmtitel wurde in erster Linie gewählt, weil Hauptdarsteller Howland wenige Monate zuvor, im Jahre 1959, mit einem gleichnamigen Schlager in Deutschland einen großen Erfolg verzeichnen konnte.

## Kritik
Im Lexikon des Internationalen Films heißt es knapp: „Mühsamer deutscher Schwank … Eher lang als lustig.“